# 首都電臺 (電臺網)
首都電台（英語：Capital FM）是英國12家獨立的當代流行電台的電臺網，播放本地和網絡節目。其中9家電台由環球擁有，其他3家電台則根據單獨的特許協議擁有。
截至2018年6月，各台每週合計服務740萬聽眾，核心聽眾鎖定在15-34歲年齡段，57%的聽衆在此年齡段。
首都電臺的歌單中歌曲很少，每週只換幾首歌曲與BBC廣播一台不同，首都電臺不播放搖滾樂、經典流行音樂或另類音樂。

## 首都電臺網電臺列表
截至2019年12月2日，首都電臺的區域性網絡由12個電臺組成。
| 年份  | 電臺                                        | 地點             |
| ----- | ------------------------------------------- | ---------------- |
| 2014– | 首都威爾斯電臺                              | 雷克斯漢姆       |
| 2016– | 首都利物浦電臺                              | 利物浦           |
| 1973– | 首都倫敦電臺                                | 伦敦             |
| 2019– | 首都曼徹斯特和蘭開夏電臺                    | Spinningfields   |
| 2019– | Capital Mid-Counties (專營權，由Quidem擁有) | Honiley          |
| 2019– | 首都米德蘭電臺                              | 伯明翰           |
| 2011– | 首都東北電臺                                | 泰恩河畔纽卡斯尔 |
| 2014– | 首都西北和威爾斯電臺                        | Wrexham          |
| 2011– | 首都蘇格蘭電臺 (專營權，Communicorp擁有)    | 格拉斯哥         |
| 2019– | 首都南方電臺                                | Segensworth      |
| 2011– | 首都南威爾斯電臺 (專營權，Communicorp擁有)  | 加的夫灣         |
| 2011– | 首都約克郡電臺                              | 利兹             |

## 首都電視
首都電視從2012年7月起在英国天空广播和Freesat平台上播出，從2012年10月起在曼徹斯特地區的Freeview平台上播出，並可在線觀看。該頻道不間斷播放音樂視頻。2018年10月關閉。

## 外部連結
- 官方网站